# Ghana Broadcasting Corporation
Ghana Broadcasting Corporation, nota anche con l'acronimo GBC, è l'ente radiotelevisivo pubblico del Ghana.
Trasmette dalla capitale Accra in inglese, fanti, twi, ga, ewe, hausa e altre 19 lingue attraverso una rete di canali televisivi e stazioni radio nazionali e regionali.

## Storia

### Le origini della radiofonia nella Costa d'Oro coloniale
In Ghana le prime trasmissioni radiofoniche cominciarono il 31 luglio 1935, quando era una colonia britannica e si chiamava Costa d'Oro. Su iniziativa dell'allora governatore generale della Costa d'Oro Arnold Hodson,
fu promulgata una legge, in base alla quale il Paese si dotò di una stazione radiofonica, che fu originariamente chiamata "Radio ZOY".
Radio ZOY aveva il suo studio in un piccolo bungalow ad Accra e
diffondeva il suo segnale tramite un relè cablato, anch'esso sito nella capitale, gestito dalla BBC con l'assistenza di 8 tecnici radiofonici, tra i quali il britannico F.A.W. Byron. Il debutto avvenne alle ore 17,00 con la messa in onda di musica marziale e leggera con l'ausilio di un grammofono.
Agli inizi Radio ZOY trasmetteva nelle lingue ghaniane fanti, twi, ga e ewe, e un po' di tempo dopo anche in hausa. Le notizie venivano tradotte ed annunciate in queste lingue da del personale che vi lavorava part time.
Tra il 1939 e il 1940 il governo britannico costruì gli studi detti "Broadcasting House 2", conosciuti oggi come "Old House".
Nel 1943 si cominciò ad assumere personale full time e ad introdurre l'uso anche delle altre lingue locali.
Tra il 1946 e il 1953 l'amministrazione della società fu affidata al Dipartimento per le relazioni pubbliche, che nel 1953 divenne Dipartimento dei servizi d'informazione.
Lo stesso anno, su indicazione di una commissione appositamente istituita, fu fondata la Gold Coast Broadcasting Service (GCBS), un ente specifico per la radiofonia.
Nel 1955 nacque la Scuola di formazione in ingegneria, collegata alla GCBS, alla quale seguì, l'anno successivo, la creazione del Dipartimento di ricerca sul pubblico e della testata giornalistica del servizio radio.

### La nascita e lo sviluppo della televisione dal Ghana indipendente ad oggi
In seguito all'indipendenza politica del Paese, nel 1957, e al conseguente cambio di nome della Costa d'Oro in "Ghana", l'ente GCBS fu rinominato conseguentemente in "Ghana Broadcasting System" (GBS).
Nel 1958 furono costruiti i nuovi studi, detti "Broadcasting House 3", utilizzati tutt'oggi, che 4 anni dopo furono dotati anche di una biblioteca interna.
Nel 1965 Kwame Nkrumah, il primo presidente della Repubblica del Ghana, inaugurò la divisione televisiva dell'azienda, GTV, che allora trasmetteva in bianco e nero, e in contemporanea fu ampliata la copertura del segnale radiofonico alle zone rurali.
Nel 1966 fu emanato il decreto legislativo N.L.C.D 89 sulle concessioni televisive, che nel 1967 determinò l'avvio dell'emittenza privata.
Con decreto N.L.C.D 266 del 1968 emanato dal regime del Consiglio di Liberazione Nazionale, che aveva preso il potere con un colpo di Stato, GBS fu rinominata "Ghana Broadcasting Corporation" (GBC) e riformata con un triplo mandato di ente statale, pubblico e commerciale. Nel 1975, quando la democrazia era ormai ripristinata, il decreto che regolava la GBC fu emendato tramite il nuovo decreto N.R.C.D 334.
Nel 1985 partirono le trasmissioni televisive a colori.
Nel 1991 fu emanata una regolamentazione più completa delle concessioni televisive, tramite legge LI 1520.
Tra metà anni novanta e inizio anni duemila GBC lanciò una serie di nuove stazioni radiofoniche, che passarono rapidamente alla radiodiffusione stereo: Dormaa Ahenkro Community Station (1994), Twin City Radio (1994), Radio Savanna (1995), Radio Central (1996), Radio Volta Star (1996), Radio BAR (2001), Radio Upper West (2001), Radio Obonu FM (2002) e Radio Sunrise FM (2002). Radio GAR fu rinominata "Uniiq FM". 
Nel 2010 fu avviata la transizione tecnologica al sistema digitale terrestre nell'area metropolitana di Accra e in parti delle regioni centrali, orientali e dell'Ashanti, lanciando contestualmente il canale sportivo GTV Sports+.
Nel 2011 seguì la creazione del canale di informazione e approfondimento GBC News, e di GTV Life, dedicato alla cultura e alla religione.
Nel 2014 andarono ad arricchire il bouquet GTV Govern, specializzato in eventi istituzionali, e Obonu TV, rete destinata agli abitanti dell'area metropolitana di Accra e alla popolazione ga.
Nel periodo di chiusura delle scuole a causa della pandemia di COVID-19, iniziato a marzo 2020, GBC ha allestito il canale GTV Learning, principalmente per gli studenti obbligati a stare a casa e a studiare tramite lezioni a distanza.

## Attività
Con quartier generale nella capitale Accra, GBC è finanziata da sovvenzioni, pubblicità e un canone annuale.
Per legge l'ente è tenuto a fornire servizi a tutti i segmenti della società multiculturale e multietnica ghanese, dedicandosi primariamente a informazione, istruzione e intrattenimento.
In base alla dottrina delle pari opportunità, l'azienda è anche obbligata all'equidistanza e alla garanzia di uguale pubblicità a tutti i partiti e a tutti i gruppi sociali e politici del Paese.

## Servizi

### Televisione
| Nome             | Sede  | Тipo                               | Lancio | Lingua                                                |
| ---------------- | ----- | ---------------------------------- | ------ | ----------------------------------------------------- |
| Ghana Television | Accra | generalista                        | 1965   | inglese, fanti, twi, ga, ewe, hausa e altre 19 lingue |
| GTV Sports+      | Accra | sport                              |        | inglese, fanti, twi, ga, ewe, hausa e altre 19 lingue |
| GBC News         | Accra | informazione                       |        | inglese, fanti, twi, ga, ewe, hausa e altre 19 lingue |
| GTV Life         | Accra | cultura e religione                |        | inglese, fanti, twi, ga, ewe, hausa e altre 19 lingue |
| Obonu TV         | Accra | abitanti della capitale /popolo ga |        | inglese, fanti, twi, ga, ewe, hausa e altre 19 lingue |
| GTV Govern       | Accra | eventi di rilievo istituzionale    |        | inglese, fanti, twi, ga, ewe, hausa e altre 19 lingue |
| GTV Learning     | Accra | didattica a distanza               |        | inglese, fanti, twi, ga, ewe, hausa e altre 19 lingue |

GBC ha anche filiali e canali affiliati nei capoluoghi regionali, e collabora con altri gruppi televisivi pubblici e privati e con governi di molti Paesi del mondo.

### Radio
| Nome              | Sede  | Тipo        | Lancio | Lingua                                                |
| ----------------- | ----- | ----------- | ------ | ----------------------------------------------------- |
| Uniiq FM          | Accra | generalista |        | inglese, fanti, twi, ga, ewe, hausa e altre 19 lingue |
| Volta Star        | Accra | generalista |        | inglese, fanti, twi, ga, ewe, hausa e altre 19 lingue |
| Twin City Radio   | Accra | generalista |        | inglese, fanti, twi, ga, ewe, hausa e altre 19 lingue |
| Radio Central     | Accra | generalista |        | inglese, fanti, twi, ga, ewe, hausa e altre 19 lingue |
| Radio Savannah    | Accra | generalista |        | inglese, fanti, twi, ga, ewe, hausa e altre 19 lingue |
| Garden City Radio | Accra | generalista |        | inglese, fanti, twi, ga, ewe, hausa e altre 19 lingue |
| URA Radio         | Accra | generalista |        | inglese, fanti, twi, ga, ewe, hausa e altre 19 lingue |
| Radio Upper West  | Accra | generalista |        | inglese, fanti, twi, ga, ewe, hausa e altre 19 lingue |
| Sunrise FM        | Accra | generalista |        | inglese, fanti, twi, ga, ewe, hausa e altre 19 lingue |
| Obonu FM          | Accra | generalista |        | inglese, fanti, twi, ga, ewe, hausa e altre 19 lingue |
| Radio BAR         | Accra | generalista |        | inglese, fanti, twi, ga, ewe, hausa e altre 19 lingue |

### Altre attività
Ghana Broadcasting Corporation, che è anche un'organizzazione supervisionata dal Ministero dell'informazione, gestisce una scuola di formazione in radiotelevisione e ingegneria, che ha due facoltà: quella di giornalismo radiotelevisivo e quella di tecnologia radiotelevisiva.

## Ricezione

### Terrestre
La radio di Ghana Broadcasting Corporation trasmette in AM e in FM; la televisione trasmette in standard DVB-T HD.

### Satellite[24]
| Satellite          | Astra 2F                       | Intelsat 37e                   |
| Posizione orbitale | 28.2° E                        | 18.0° W                        |
| Canali             | Ghana Broadcasting Corporation | Ghana Broadcasting Corporation |
| Frequenza          | 11595 V                        | 3990 R                         |
| SR                 | 30000                          | 9036                           |
| FEC                | 5/6                            | 5/6                            |
| Modulazione        | QPSK                           | 8PSK                           |

### Streaming
Ghana Broadcasting Corporation in streaming